# Alegeri legislative în Rusia, 1993

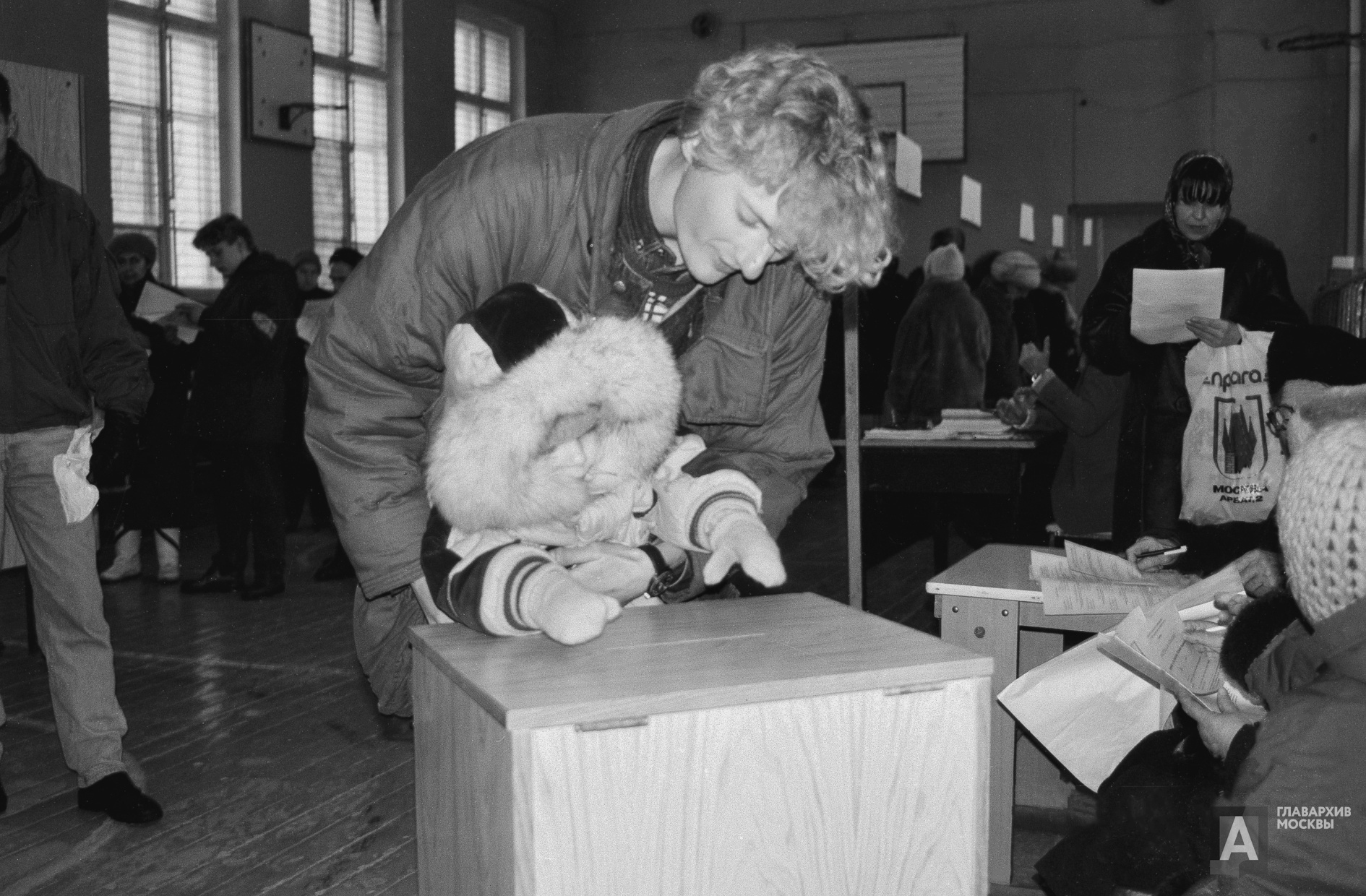
Alegeri parlamentare, la urnele de vot

Alegerile parlamentare din 1993 s-au desfășurat în Federația Rusă la data de 12 decembrie 1993. În joc erau 450 de locuri în Duma de Stat, camera inferioară a Adunării Federale Ruse.
Noua lege electorală adoptată pentru alegerile Duma din 1993 prevedea ca jumătate din cei 450 membri Duma să fie aleși după un sistem listă de partid cu reprezentare proporțională, iar jumătate să fie aleși ca reprezentanți independenți din circumscripțiile uninominale. Astfel, fiecare alegător rus a primit două buletine de vot diferite. Buletinul de vot cu reprezentare proporțională obliga alegătorii să aprobe o organizație electorală sau să voteze împotriva sa. Prin contrast, buletinul de vot uninominal necesita ca un alegător să aprobe un independent, care dacă era afiliat unui partid nu putea fi dat pe buletinul de vot.
Cu scopul de a nominaliza o listă de candidați pe buletinul de vot al reprezentării proporționale, un partid sau o organizație electorală a trebuit să adune 100 000 de semnături din partea electoratului, din care nu mai mult de 15 % puteau fi din orice regiune sau republică. Metoda folosită pentru a calcula numărul de locuri câștigate de fiecare partid a fost metoda Hare, cu un prag de 5 % din voturile valabile, inclusiv voturile împotrivă, dar cu excepția voturilor invalide. Pentru a asigura un loc pe buletinul de vot uninominal, candidații trebuiau să strângă semnăturile a cel puțin 1% din circumscripția electorală. Câștigătorul fiecărei circumscripții uninominale a fost pur și simplu candidatul cu majoritatea voturilor, indiferent de numărul de voturi exprimate împotrivă.